# Ehsan Yarshater
Ehsan Ollah Yarshater (persan : احسان يارشاطر), né le 3 avril 1920 à Hamadan (Perse) et mort le 2 septembre 2018 à Fresno en Californie,, est un linguiste, iranologue et professeur d'université iranien naturalisé américain.

## Biographie
Ehsan Yarshater a étudié la langue et la littérature persanes à l'Université de Téhéran et plus tard, la philologie à l'École des études orientales et africaines (SOAS) de l'Université de Londres avec Walter Bruno Henning (1908-1967). Il fut le premier professeur persan à temps plein dans une université américaine depuis la Seconde Guerre mondiale.
En 1969, il publia l'uvrage  Grammaire des dialectes de Tati du Sud. Il a ensuite publié de nombreux articles sur la talysh  ainsi que sur la mythologie persane.
Il a remporté plusieurs prix internationaux à la suite de ses études, tels que : 
- 1959 : un prix accordé par l'UNESCO,
- 1991 : la Médaille Georgio Levi Della Vida pour ses réalisations en recherche et études sur le monde islamique par l'Université de Californie à Los Angeles (UCLA).

Il a enseigné à l’Université de Londres, à l’Université de Californie à Los Angeles et au Centre national de la recherche scientifique à Paris.
Yarshater est le rédacteur en chef de l’Encyclopædia Iranica, une encyclopédie de référence sur l’histoire, la culture et la civilisation des peuples iraniens en langue anglaise. Il a également édité le troisième volume de l'histoire de Cambridge de l'Iran qui inclut l'histoire de l'empire séleucide, les parthes et l'empire sassanide, aussi bien qu'un volume sur la littérature persane. Il est également l'éditeur d'une série de seize volumes intitulée History of Persian Literature.

## Publications
- 1953, Al-Isharat wa'l-tanbihat d'Avicenne, édition annotée.
- 1953, Panŷ resale d'Avicenne, édition annotée.
- 1955, Sher-e parsí dar 'ahd-e Shahroj.
- 1957, Dastanhá-ye Shahnamé. (Gagnant de UNESCO en 1959 aux Royal Award pour le meilleur livre de l'année).
- 1962, A Locust's Leg: Studies in Honour of S.H. Taqizadeh, participation avec Walter Bruno Henning.
- 1975, Naqqashí-e novín (2 volumes).
- 1969, A Grammar of Southern Tati Dialects.
- 1971, Iran Faces the Seventies.
- 1974, Bargozidé-ye dastanhá-ye Shahnamé, vol. I.
- 1976, Biruni Symposium, participation avec D. Bishop.
- 1978, Inscriptions of Eastern Mazandaran, participation avec David Bivar.
- 1979, Sadeq Hedayat: An Anthology.
- 1982, Highlights of Persian Art, participation avec Richard Ettinghausen.
- 1983, Cambridge History of Iran, Vol. III: Seleucid, Parthian and Sassanian Periods.
- 1988, Persian Literature.
- 2007, History of Al-Tabari, volumes de 1 à 40.